# 코로나19 관리가속대책본부
코로나19 관리가속대책본부(인도네시아어: Gugus Tugas Percepatan Penanganan Penyakit Virus Corona 2019 / COVID-19, 영어: Coronavirus Disease Response Acceleration Task Force)는 인도네시아 정부의 코로나바이러스감염증-19 범유행 등을 위한 대책본부이다. 2020년 3월 13일 발족하였다.